# HC Fassa
HC Fassa – włoski klub hokeja na lodzie z siedzibą w Canazei.

## Historia
Kolejne nazwy klubu: HC Canazei (seit 1955), HC Fassa/SHC Fassa. Nazwa marketingowa drużyny: HC Fassa Falcons.
Trenerem w klubie był Czech Miroslav Fryčer.
Poza udziałem w krajowych mistrzostwach Włoch klub uczestniczył w meczach Alpenligi, a w 2016 przystąpił do międzynarodowych rozgrywek Alps Hockey League.